# 25 октомври
25 октомври е 298-ият ден в годината според григорианския календар (299-и през високосна). Остават 67 дни до края на годината.

## Събития
- 1147 г. – Реконкиста: Португалците, ръководени от крал Афонсу I и кръстоносците от Англия и Фландрия, превземат Лисабон от маврите след четиримесечна обсада, което е единственият успех на Втория кръстоносен поход.
- 1415 г. – Стогодишната война: Английският крал Хенри V (Англия) и леката му пехота и стрелци побеждават тежката френска кавалерия в Битката при Ажинкур.
- 1671 г. – Италианският астроном Джовани Доменико Касини открива третия по големина естествен спътник на Сатурн – Япет.
- 1689 г. – Подпалено и изпепелено е Скопие от австрийската армия на генерал Йохан Норберт Пиколомини.
- 1760 г. – Джордж III се възкача на престола като крал на Великобритания и крал на Ирландия.
- 1854 г. – Битката при Балаклава по време на Кримската война и Атаката на Леката бригада.

- 1859 г. – В Цариград княз Никола Богориди поставя основния камък на Желязната църква.
- 1861 г. – Създадена е фондовата борса в Торонто.
- 1878 г. – В Сливен е учредено първото в България дружество на Червения кръст (националната организация е създадена през 1885 г.).
- 1918 г. – Край Аляска потъва канадският кораб Принцеса София, загиват 398 души.
- 1927 г. – Край бреговете на Бразилия потъва италианският кораб Принцеса Мафалда, загиват 314 души.
- 1930 г. – Състои се венчаването на Борис III с принцеса Джованна Савойска.
- 1932 г. – Официално е открит първият участък от Автомагистрала А4 в Италия.
- 1936 г. – Адолф Хитлер и Бенито Мусолини създават Римо-Берлинската ос.
- 1944 г. – Втора световна война:Битка в залива Лейте – най-голямата морска битка в историята се състои във Филипините между Имперския японски флот и Флота на САЩ. След нея е първата атака на камикадзе.
- 1945 г. – Република Китай поема управлението на Тайван.
- 1948 г. – България – Инструкция на ЦК на БРП (к) за прочистване на партийните организации от „чужди и кариеристични елементи“.
- 1955 г. – В САЩ започва производството на първата микровълнова фурна.
- 1971 г. – Общото събрание на ООН приема резолюция, с която китайското представителство в организацията да се осъществява от Китайската народна република, вместо от Република Китай (Тайван).
- 1981 г. – Президентът на САЩ Роналд Рейгън отпуска бюджетни средства за създаването на неутронна бомба.
- 2001 г. – Microsoft пускат на пазара Windows XP.
- 2004 г. – Президентът на Куба, Фидел Кастро, обявява, че трансакциите с щатски долари ще са забранени след 8 ноември.
- 2007 г. – Извършен е първият редовен полет с Еърбъс А380 – между Сингапур и Сидни.
- 2019 г. – В Стара Загора е открит Музей „Литературна Стара Загора“.

## Родени
- 1757 г. – Хайнрих Фридрих Карл, пруски държавник († 1831 г.)
- 1767 г. – Бенжамен Констан, швейцарски писател († 1830 г.)
- 1806 г. – Макс Щирнер, германски философ († 1856 г.)
- 1811 г. – Еварист Галоа, френски математик († 1832 г.)
- 1825 г. – Йохан Щраус (син), австрийски композитор, диригент и цигулар († 1899 г.)
- 1828 г. – Драган Цанков, министър-председател на България († 1911 г.)
- 1838 г. – Жорж Бизе, френски композитор († 1875 г.)
- 1864 г. – Евтим Дабев, български политик († 1946 г.)
- 1876 г. – Стефан Нойков, български военен деец († 1925 г.)
- 1879 г. – Никола Грънчаров, български учител († 1939 г.)
- 1881 г. – Пабло Пикасо, испански художник и скулптор († 1973 г.)
- 1886 г. – Никола Атанасов, български композитор († 1969 г.)
- 1887 г. – Владимир Мусаков, български писател († 1916 г.)
- 1892 г. – Димитър Силяновски, български юрист († 1971 г.)
- 1895 г. – Павел Панов, български военен деец († 1945 г.)
- 1902 г. – Борис Ангелушев, български художник († 1966 г.)
- 1911 г. – Михаил Янгел, съветски инженер († 1971 г.)
- 1915 г. – Антон Попов, български журналист († 1942 г.)
- 1928 г. – Никола Тодориев, български учен († 2005 г.)
- 1929 г. – Здравко Милев, български шахматист († 1984 г.)
- 1929 г. – Петер Рюмкорф, немски поет, белетрист и драматург († 2008 г.)
- 1931 г. – Ани Жирардо, френска актриса († 2011 г.)
- 1938 г. – Михаел Бузелмайер, немски писател и поет
- 1942 г. – Никола Карадимов, български дипломат
- 1944 г. – Кати Ковач, унгарска певица
- 1950 г. – Крис Норман, английски певец
- 1950 г. – Николай Въцов, български лекар
- 1951 г. – Рафаел Ваганян, арменски шахматист
- 1955 г. – Гейл Ан Хърд, американски филмов продуцент
- 1955 г. – Матиас Ябс, немски китарист
- 1960 г. – Освалдо Риос, пуерторикански актьор и музикант
- 1963 г. – Джон Ливън, шведски баскитарист
- 1968 г. – Валентин Станчев, български футболист
- 1969 г. – Нона Йотова, българска актриса и певица
- 1970 г. – Карстен Йоргенсен, датски спортист
- 1971 г. – Костадин Герганчев, български футболист
- 1975 г. – Зейди Смит, британска писателка
- 1981 г. – Шон Райт-Филипс, английски футболист
- 1984 г. – Кейти Пери, американска певица
- 1990 г. – Александър Киров, български футболист
- 1995 г. – Кончита Кембъл, канадска актриса

## Починали
- 625 г. – Папа Бонифаций V (* ок. 550 г.)
- 1154 г. – Стивън, крал на Англия (* 1096 г.)
- 1400 г. – Джефри Чосър, английски поет (* 1343 г.)
- 1495 г. – Жуау II, крал на Португалия (* 1455 г.)
- 1647 г. – Еванджелиста Торичели, италиански физик и математик (* 1608 г.)
- 1760 г. – Джордж II, крал на Великобритания и Ирландия (* 1683 г.)
- 1906 г. – Тодор Бурмов, министър-председател на България (* 1834 г.)
- 1908 г. – Александър Ленски, руски артист (* 1847 г.)
- 1938 г. – Алфонсина Сторни, аржентинска поетеса (* 1892 г.)
- 1946 г. – Едуард Муни, американски духовник (* 1882 г.)
- 1957 г. – Едуард Дансени, ирландски писател (* 1878 г.)
- 1958 г. – Ари Калъчев, български живописец (* 1890 г.)
- 1971 г. – Михаил Янгел, съветски инженер (* 1911 г.)
- 1973 г. – Абебе Бикила, етиопски атлет (* 1932 г.)
- 1975 г. – Димитър Попов (академик), български химик-органик, академик (* 1894 г.)
- 1976 г. – Реймон Кьоно, френски писател (* 1903 г.)
- 1999 г. – Цанчо Цанчев, български кинооператор (* 1937 г.)
- 2002 г. – Ричард Харис, ирландски актьор (р. 1930 г.)

## Празници
- Международен ден на твореца (във връзка с рождения ден на Пикасо)
- Казахстан – Ден на републиката (1990, обявяване на държавен суверенитет, национален празник)
- Литва – Ден на конституцията (1992)
- Румъния – Ден на армията
- Гренада – Ден на благодарността (по повод на инвазията на сили на САЩ, Барбадос и Ямайка през 1983 и свалянето на военната диктатура)
- Тайван – Възвръщане на Тайван под китайско управление (1945, след 50-годишна колониална власт на Япония)